# Erial del farol
El Erial del farol (conocido también como Páramo del farol y Yermo del farol) es uno de los lugares más importantes de Las Crónicas de Narnia. Junto al farol ocurren sucesos destacados, como la primera llegada a Narnia de Peter, Lucy, Susan, y Edmund, que después serían reyes y reinas del país de Narnia. Este mismo lugar también es testigo de diferentes acontecimientos a lo largo del último libro de la colección: La última batalla.

## Historia
Para entender la historia de este farol, hay que retroceder al capítulo ocho de El sobrino del mago, donde se explica cómo este farol surgió de un segmento de farol londinense que Jadis, la bruja blanca, había arrancado. A continuación un fragmento de este capítulo:

¿No te das cuenta? -dijo Dígory- Aquí es donde cayó la barra; la barra de farol que ella arrancó de nuestro país. Se clavó en el suelo y ahora brota en forma de joven farol.

Así se sabe que el farol surgió de la barra que Jadis había arrojado a Aslan para atravesarlo, y que luego aquella barra creció en forma de joven farol con el resto de la creación de Aslan.

## Hechos importantes

### El sobrino del mago
En este libro, el Erial del Farol es el lugar de la primera llegada de seres humanos a Narnia; es decir, que allí llegaron Jadis, Polly, Digory, el tío Andrew, Frank (el cochero), y su caballo Fresón.

### El león, la bruja y el armario
En este libro, el Erial es el lugar al que llegan Lucy, Peter, Susan, y Edmund tras haber atravesado el armario del profesor Kirke.